# Jorge Fernández (Leichtathlet)
Jorge Yadián Fernández Hernández (* 2. Oktober 1987 in Cárdenas) ist ein kubanischer Leichtathlet, der sich auf den Diskuswurf spezialisiert hat, gelegentlich aber auch im Kugelstoßen an den Start geht.

## Sportliche Laufbahn
Erste internationale Erfahrungen sammelte Jorge Fernández im Jahr 2005, als er bei den Panamerikanischen Juniorenmeisterschaften in Windsor mit einer Weite von 57,87 m mit dem 1,75-kg-Diskus die Silbermedaille gewann. Im Jahr darauf nahm er an den Juniorenweltmeisterschaften in Peking teil und belegte dort mit 59,55 m den fünften Platz. 2008 nahm er dann erstmals an den Olympischen Spielen ebendort teil, schied dort aber mit 59,60 m in der Qualifikation aus. Zuvor siegte er bei den Zentralamerika- und Karibikmeisterschaften (CAC) in Cali mit einem Wurf auf 58,60 m. Im Jahr darauf siegte er erneut bei den CAC-Meisterschaften in Havanna mit 61,79 m und 2010 gewann er bei den Ibero-Amerikanischen Meisterschaften in San Fernando mit 61,76 m die Bronzemedaille hinter den Spaniern Mario Pestano und Frank Casañas. Anschließend erreichte er beim Continentalcup in Split mit 61,18 m Rang sechs.
2011 nahm er erstmals an den Weltmeisterschaften im südkoreanischen Daegu teil und belegte dort mit 65,58 m den achten Platz und siegte anschließend bei den Panamerikanischen Spielen in Guadalajara mit einer Weite von 65,58 m. Im Jahr darauf nahm er erneut an den Olympischen Spielen in London teil und erreichte diesmal das Finale, in dem er mit 62,02 m den elften Platz belegte. 2013 erreichte er bei den Weltmeisterschaften in Moskau mit 62,88 m Rang zehn und 2014 siegte er beim Panamerikanischen Sportfestival in Mexiko-Stadt mit 64,94 m und wurde anschließend beim Continentalcup in Marrakesch mit 62,97 m Zweiter hinter dem Esten Gerd Kanter. Zudem siegte er bei den Zentralamerika- und Karibikspielen in Xalapa mit einem Wurf auf 63,17 m im Diskuswurf und belegte im Kugelstoßen mit 16,11 m den fünften Platz. 2015 nahm er erneut an den Panamerikanischen Spielen in Toronto teil und erreichte dort mit 62,04 m Rang fünf.
2016 qualifizierte er sich ein weiteres Mal für die Olympischen Spiele in Rio de Janeiro, gelangte dort mit 60,43 m aber nicht bis in das Finale. Zwei Jahre später gewann er bei den Zentralamerika- und Karibikspielen in Barranquilla mit 65,27 m die Silbermedaille hinter dem Kolumbianer Mauricio Ortega. 2019 wurde er bei den Panamerikanischen Spielen in Lima mit 64,24 m Vierter und schied anschließend bei den Weltmeisterschaften in Doha mit 60,60 m in der Qualifikation aus. 2023 gewann er bei den Zentralamerika- und Karibikspielen in San Salvador mit 59,97 m die Bronzemedaille hinter seinem Landsmann Mario Díaz und Mauricio Ortega aus Kolumbien und anschließend belegte er bei den Panamerikanischen Spielen in Santiago de Chile mit 59,12 m den siebten Platz.
In den Jahren von 2012 bis 2015 sowie 2019 wurde Fernández kubanischer Meister im Diskuswurf sowie 2014 auch im Kugelstoßen.

## Persönliche Bestleistungen
- Kugelstoßen: 16,94 m, 20. März 2014 in Havanna
- Diskuswurf: 66,50 m, 3. Juli 2014 in Lausanne